# Бюльбюль сірочеревий
Бюльбю́ль сірочеревий (Ixodia cyaniventris) — вид горобцеподібних птахів родини бюльбюлевих (Pycnonotidae). Мешкає в Південно-Східній Азії.

## Підвиди
Виділяють два підвиди:
- I. c. cyaniventris (Blyth, 1842) — Малайський півострів і Суматра;
- I. c. paroticalis Sharpe, 1878 — Калімантан.

## Поширення і екологія
Сірочереві бюльбюлі мешкають на Малайському півострові, на Суматрі, Калімантані та на сусідніх островах. Вони живуть у вологих рівнинних тропічних лісах.

## Збереження
МСОП класифікує стан збереження цього виду як близький до загрозливого. Сірочеревим бюльбюлям загрожує знищення природного середовища.